# 迪布羅瓦 (羅姆內區)
迪布羅瓦（羅馬化：Dibrova）是位於烏克蘭北部蘇梅州羅姆內區赫梅利夫市鎮的鎮。該村距離澤爾卡利卡、沃洛德米里夫卡、阿夫拉緬科韋和卡西亞諾韋2公里，海拔高度170米，2001年人口391。